# 拷問官
拷問官（英: tormentor）とは、刑事事件の被疑者に対して拷問による取調べを行うことを職務とする公務員である。「拷問吏」と呼ばれることもある。
フランスではフランソワ・プリュドム (François Prudhomme) やジュール・トロンソン (Jules Tronçon) など、拷問官から死刑執行人に転職した人物もいる。
拷問官という職業は裏方であり、忌み嫌われていた上に職務が非公開であったため、どのような人物が行っていたのか記録が乏しい。フランス公文書館に保管されている公文書から当時、働いていた拷問官の名前や給与が読み取れるぐらいしかない。比較的詳細な人物像がわかっているのは死刑執行人の頭領ムッシュ・ド・パリの一族であるサンソン家の文献『サンソン回想録』に登場するフランソワ・プリュドムとジュール・トロンソンぐらいである。
彼らは拷問の廃止に伴い公務員としての職を失った。フランスにおける拷問官は被差別階級に属する人間であり、再就職が満足に出来なかったと言われている。その多くは失職時に国からわずかな年金の支給を受けていたので細々と食いつないでいたという。

## 後世への影響
地下牢」を意味し、城などの地下に造られた監獄や地下室を指し、拷問等行われたりした場所をダンジョンと呼ぶ。
ダンジョンを再現した博物館やアトラクション施設
- ロンドン・ダンジョン (ロンドン)
- ブラックプールタワー・ダンジョン (ブラックプール)
- ウォリック・ダンジョン (ウォリック)
- ヨーク・ダンジョン (ヨーク)
- ベルリン・ダンジョン (ベルリン)
- ハンブルク・ダンジョン (ハンブルク)
- アムステルダム・ダンジョン (アムステルダム)
- サンフランシスコ・ダンジョン (サンフランシスコ)
- 恐怖の部屋 (ロンドンのマダム・タッソー館にあった展示室)
- 恐怖の館 (ハンガリーの歴史博物館)
- 中世犯罪博物館（ドイツ語版） (ドイツ)